# 유니크-서클밍크스
유니크-서클밍크스(Unique-CircleMinx)는 서클밍크스의 변형으로, 일반적인 서클밍크스와 달리 메가밍크스나 20면체를 이루는 큐브를 품은 서클밍크스를 유니크-서클밍크스라고 한다.
유니크-서클밍크스에 메가밍크스를 품었을 경우 유니크-메가서클밍크스라고 칭하며, 피라밍크스를 품었을 경우 유니크-피라서클밍크스라고 칭한다.
또는 333큐브를 변형하여 일반적인 구가 아닌 서클밍크스로 만들어버리기도한다. 한 쪽은 길쭉하고, 튀어나와있고, 이렇게 이상하게 만들어진 서클밍크스 또한 유니크-서클밍크스에 포함된다.
이러한 유니크-서클밍크스는 보통 '스트레인지-서클밍크스' 또는 '쉐이프-서클밍크스'라고 칭한다.
다만 좀 더 빠르고 편리하게 말하기 위하여 이 큐브를 '더블S 큐브' 또는 'S2 큐브'라고 칭하기도 한다. Strange Shape에서 첫 자가 연속 S라는 뜻에서 붙여졌다는 어원에서 시작된다.
참고로 S1 큐브도 존재한다. 뜻은 완벽하게 다르지만 형태의 분류가 비슷하다. 하지만 S1 큐브는 유니크-서클밍크스에 포함되지않으며 일반적인 올-밍크스에 포함된다.
다만 S1 큐브와 S2 큐브는 동일하게 올-밍크스에 포함된다. 하지만 유니크의 여부가 다르다.